# Yellow (コンテンツ管理システム)
Yellow（イエロー）は、スウェーデンのソフトウェアメーカーDatenstrom社により開発されたFlat file System typeのオープンソースソフトウェアのコンテンツ管理システム (CMS)。PHPで開発されている。主にウェブページのコンテンツ部の情報を更新を目的とした為、HTMLやCSSなどの専門知識が無くてもホームページの更新を行う事が出来るシステムとされる。

## 特徴的な機能
- HTML5 (5.1) に対応しており、データベース不要なPHP v5.4以上のみで動作する。
- サーバーに設置するだけで、無料のサーバーやISPのホームページスペースでも利用する事が出来る。
- インストール時にウェブサイト・ブログサイト・ウィキサイトから選択する事が出来る。又、複合サイトも可能
- プラグイン機能の追加に拠って画像、動画、音声、等の管理を行う事が出来る。
- 英語・独逸語・仏蘭西語の他に日本語にも対応している。約二十ヶ国の多言語対応が可能。
- コンテンツは、ファイルマネージャーとマークダウン記法で簡単に更新出来る。
- テーマに拠って自由なレイアウト（デザイン）が可能。

## 歴史
- 2013年 - Yellowリリース。

## 動作環境
- PHP v5.4以上
- データベース : 不要

## 提供方法
- Zipファイルの提供（クッリクでダウンロード）で特別な環境を必要としない。